# 斯特拉 (密蘇里州)
斯特拉（英語：Stella）是位於美國密蘇里州牛頓縣的村。

## 人口
根據2020年美國人口普查的數據，斯特拉的面積為0.42平方千米，皆為陸地。當地共有人口166人，而人口密度為每平方千米395人。